# Альбіон Роверз
«Альбіон Роверз» (шотл. Albion Rovers) — професійний шотландський футбольний клуб з міста Котбрідж. Виступає у шотландській Другій лізі як член Шотландської професійної футбольної ліги. Домашні матчі з 1919 року проводить на стадіоні «Кліфтонхілл», який вміщує 1 238 глядачів.

## Короткі відомості
Футбольний клуб «Альбіон Роверз» було засновано в 1882 році, шляхом злиття двох команд «Альбіон» і «Роверс». Клуб вступив у другий дивізіон Шотландської футбольної ліги в 1903 році, але в 1915 році другий дивізіон був ліквідований і «Альбіон Роверс» став виступати в Західній футбольній лізі. У сезоні 1919-20 клуб повернувся в шотландську лігу, вступивши в перший дивізіон, в тому ж році команда добилася свого головного досягнення в історії, дійшовши до фіналу Кубка Шотландії в якому з рахунком 2-3 поступилася команді «Кілмарнок». У сезоні 1921-22 «Альбіон Роверс» домігся свого найвищого досягнення в чемпіонатах Шотландії, зайнявши 11-е місце у вищому дивізіоні Шотландії. Всього у вищому дивізіоні «Альбіон Роверс» провів 9 сезонів, останнім з яких став сезон 1948-49.

## Досягнення
- Кубок Шотландії:
  - Фіналіст (1): 1919-20